# Saison 2 de Gossip Girl
Chronologie
Saison 1 Saison 3
Cet article présente la deuxième saison de la série télévisée Gossip Girl.

## Distribution

### Acteurs principaux
- Blake Lively (VF : Élisabeth Ventura) : Serena Van Der Woodsen alias S.
- Leighton Meester (VF : Laëtitia Godès) : Blair Waldorf alias B.
- Penn Badgley (VF : Anatole de Bodinat) : Dan Humphrey alias D., le « Garçon solitaire » ou « Humphrey »
- Taylor Momsen (VF : Camille Donda) : Jenny Humphrey alias J. ou « Petite Jenny »
- Chace Crawford (VF : Rémi Bichet) : Nathaniel « Nate » Archibald alias N.
- Ed Westwick (VF : Nessym Guetat) : Charles « Chuck » Bass alias C.
- Jessica Szohr (VF : Laëtitia Laburthe) : Vanessa Abrams alias V.
- Kelly Rutherford (VF : Céline Duhamel) : Lilian « Lily » Van Der Woodsen
- Matthew Settle (VF : Emmanuel Gradi) : Rufus Humphrey
- Kristen Bell (VF : Chloé Berthier) : Gossip Girl (voix off)

### Acteurs récurrents et invités
- Connor Paolo  (VF : Gwenaël Sommier) : Eric Van Der Woodsen alias E.
- Desmond Harrington (VF : Stéphane Fourreau) : Jack Bass
- Michelle Trachtenberg (VF : Chantal Macé) : Georgina Sparks
- Mädchen Amick (VF : Danièle Douet) : Catherine Beaton (4 épisodes)
- Caroline Lagerfelt (VF : Françoise Pavy) : Celia « CeCe » Rhodes

## Liste des épisodes

### Épisode 1:Tous en Blanc!
- États-Unis : 1er septembre 2008
- Suisse : 23 août 2009
- Québec : 29 septembre 2009
- Belgique : 18 février 2010
- France : 10 avril 2010 sur TF1

- États-Unis : 3,43 millions de téléspectateurs[1] (première diffusion)

### Épisode 2:Un lord pour B.
- États-Unis : 8 septembre 2008
- Suisse : 30 août 2009
- Belgique : 18 février 2010
- France : 10 avril 2010 sur TF1

- États-Unis : 3,25 millions de téléspectateurs[2] (première diffusion)

C'est Chuck qui fait venir Catherine à la soirée.

### Épisode 3:Du côté obscur
- États-Unis : 15 septembre 2008
- Belgique : 24 février 2010
- France : 17 avril 2010 sur TF1

- États-Unis : 3,73 millions de téléspectateurs[3] (première diffusion)

### Épisode 4:S & D: La guerre des ex
- États-Unis : 22 septembre 2008
- Belgique : 3 mars 2010
- France : 17 avril 2010 sur TF1

- États-Unis : 3,33 millions de téléspectateurs[4] (première diffusion)

### Épisode 5:S & B: Podium ou coulisses?
- États-Unis : 29 septembre 2008
- France : 24 avril 2010 sur TF1

- États-Unis : 3,40 millions de téléspectateurs[5] (première diffusion)

### Épisode 6:Petites trahisons entre amis
- États-Unis : 13 octobre 2008
- France : 24 avril 2010 sur TF1

- États-Unis : 3,31 millions de téléspectateurs[6] (première diffusion)

- New Haven est la ville où se situe l'Université Yale.
- La chanson jouée au violon est Time Is Running Out, de Muse (reprise).
- Le titre original de l'épisode fait référence au film Le ciel peut attendre (1978) (Heaven Can Wait).

### Épisode 7:C & B: Nouveau pacte
- États-Unis : 20 octobre 2008
- France : 1er mai 2010 sur TF1

- États-Unis : 3,03 millions de téléspectateurs[7] (première diffusion)

### Épisode 8:B & C: Les trois mots magiques
- États-Unis : 27 octobre 2008
- France : 1er mai 2010 sur TF1

- États-Unis : 3,05 millions de téléspectateurs[8] (première diffusion)

### Épisode 9:Petite J deviendra grande
- États-Unis : 3 novembre 2008
- France : 8 mai 2010 sur TF1

- États-Unis : 3,16 millions de téléspectateurs[9] (première diffusion)

### Épisode 10:Cyrus en veut plus
- États-Unis : 10 novembre 2008
- France : 8 mai 2010 sur TF1

- États-Unis : 2,88 millions de téléspectateurs[10] (première diffusion)

### Épisode 11:N le magnifique
- États-Unis : 17 novembre 2008
- France : 15 mai 2010 sur TF1

- États-Unis : 2,89 millions de téléspectateurs[11] (première diffusion)

L'épisode se passe pendant Thanksgiving. Après avoir été chassée de chez Agnes, Jenny se fait héberger en secret chez Eric, le frère de Serena, et tente de se faire émanciper afin d'être indépendante. Son père continue de la chercher, avec l'aide de Lily, qui découvre rapidement qu'elle habite chez elle depuis quelque temps. Lily va tenter d'arranger les choses entre Jenny et Rufus. À la fin de l'épisode, Jenny rentre chez son père.
Eleanor Waldorf se fiance avec son nouveau compagnon, et invite le père de Blair à passer Thanksgiving à New York pour faire une surprise à sa fille.
Le père de Nate, de retour à New York, tente de repartir en emmenant sa femme et son fils. Mais celui-ci découvre rapidement qu'il planifie de réclamer une rançon. Nate finit par convaincre son père de se rendre au FBI.
Serena continue de se poser des questions à propos d'Aaron, pour qui elle a une réelle affection, mais dont elle ne peut accepter la « polygamie ». Il finit par accepter de ne sortir qu'avec elle. Serena lui ment sur son passé pour éviter des difficultés, mais Aaron s'en rend compte et elle accepte de clarifier les choses.
Vanessa est en phase de réconciliation avec Nate et Jenny après qu'elle a appris leur aventure. Nate semble même vouloir retenter quelque chose avec elle.
Eric découvre avec l'aide de Chuck que Bart Bass détient des dossiers sur son passé ainsi que ceux de Serena et Lily, officiellement pour protéger leur famille. En lisant le dossier sur Lily, il apprend que celle-ci est allée comme lui en institut psychiatrique dans sa jeunesse. Lily, en colère contre son mari après la découverte de ses dossiers, décide d'aller passer Thanksgiving chez Rufus. Tous se retrouvent là-bas : Rufus, Jenny qui vient juste de rentrer, Dan, Eric, Vanessa, Lily.

### Épisode 12:La vengeance d'une blonde
- États-Unis : 1er décembre 2008
- France : 15 mai 2010 sur TF1

- États-Unis : 3,11 millions de téléspectateurs[12] (première diffusion)

### Épisode 13:Bye bye Bart
- États-Unis : 8 décembre 2008
- France : 22 mai 2010 sur TF1

- États-Unis : 2,99 millions de téléspectateurs[13] (première diffusion)

Chuck s'en prend à Lily qu'il tient pour responsable de la mort de son père. En effet, celle-ci avait décidé de quitter Bart pour Rufus. Chuck est désespéré et veut quitter la ville ; Blair prononce enfin les trois fameux mots pour essayer de l'en empêcher, mais rien à faire.
Rufus et Lily décident de vivre enfin leur amour. Mais dans le même temps, Dan et Serena semblent se rendre compte qu'ils ont encore des sentiments l'un pour l'autre. Serena, qui apprend l'amour de sa mère pour Rufus, décide d'oublier Dan et de partir avec Aaron à Buenos Aires pour les vacances de Noël.

### Épisode 14:C: en chute libre
- États-Unis : 5 janvier 2009
- Québec : 12 janvier 2010
- France : 22 mai 2010 sur TF1

- États-Unis : 2,96 millions de téléspectateurs[14] (première diffusion)

### Épisode 15:Une seule et grande famille
- États-Unis : 12 janvier 2009
- Québec : 19 janvier 2010
- France : 29 mai 2010 sur TF1

- États-Unis : 2,85 millions de téléspectateurs[15] (première diffusion)

Chuck hérite de la société de son père et annonce que son oncle Jack est son tuteur. Malheureusement pour lui, son oncle, n'étant pas pour cette décision, va le piéger. Chuck revient éméché accompagné de femmes au moment où il y a un brunch organisé par Blair où se trouvent des membres du conseil d'administration de Bart Industries. Non seulement il a perdu les droits sur sa société, mais en plus il perd Blair qui décide d'arrêter de se battre pour lui.

### Épisode 16:D, S, B, Yale ou pas Yale?
- États-Unis : 19 janvier 2009
- Québec : 26 janvier 2010
- France : 29 mai 2010 sur TF1

- États-Unis : 2,22 millions de téléspectateurs[16] (première diffusion)

### Épisode 17:D: La rumeur court
- États-Unis : 2 février 2009
- Québec : 2 février 2010
- France : 5 juin 2010 sur TF1

- États-Unis : 2,31 millions de téléspectateurs[17] (première diffusion)

L'histoire de Chuck fait maintes fois références au film Eyes Wide Shut avec Tom Cruise et Nicole Kidman.

### Épisode 18:La Fin du temps de l'innocence
- États-Unis : 16 mars 2009
- Québec : 9 février 2010
- France : 5 juin 2010 sur TF1

- États-Unis : 2,33 millions de téléspectateurs[18] (première diffusion)

### Épisode 19:La Nouvelle B
- États-Unis : 23 mars 2009
- Québec : 16 février 2010
- France : 19 juin 2010 sur TF1

- États-Unis : 2,25 millions de téléspectateurs[19] (première diffusion)

### Épisode 20:B + C + V + N = La Valse des couples
- États-Unis : 30 mars 2009
- Québec : 23 février 2010
- France : 19 juin 2010 sur TF1

- États-Unis : 2,45 millions de téléspectateurs[20] (première diffusion)

### Épisode 21:L'Erreur de S
- États-Unis : 20 avril 2009
- Québec : 2 mars 2010
- France : 19 juin 2010 sur TF1

- États-Unis : 2,37 millions de téléspectateurs[21] (première diffusion)

### Épisode 22:S & G: Les Choses se compliquent
- États-Unis : 27 avril 2009
- Québec : 9 mars 2010
- France : 26 juin 2010 sur TF1

- États-Unis : 1,97 million de téléspectateurs[22] (première diffusion)

- La chanson jouée au piano durant la soirée à l'appartement de Lilly est une adaptation de Cruella De Vil.
- Le titre original de l'épisode fait référence au film Les hommes préfèrent les blondes (1953) (Gentlemen Prefer Blondes).

### Épisode 23:S: À ta mère, tu obéiras
- États-Unis : 4 mai 2009
- Québec : 16 mars 2010
- France : 26 juin 2010 sur TF1

- États-Unis : 2,22 millions de téléspectateurs[23] (première diffusion)

### Épisode 24:B: La reine du lycée
- États-Unis : 11 mai 2009
- Québec : 23 mars 2010
- France : 26 juin 2010 sur TF1

- États-Unis : 2,30 millions de téléspectateurs[24] (première diffusion)

- Les jeunesses des deux jeunes femmes semblent assez similaires : toutes deux veulent vivre leurs vies sans que leurs mères décident pour elles. Sans le savoir, Lily reproduit les mêmes erreurs que sa mère.
- Cet épisode aurait dû servir de pilote au spin-off de la série, consacré à la jeunesse de Lily et de Rufus.
- C'est un flash-back dans les années 1980. Brittany Snow incarne Lily Rhodes et Shiloh Fernandez tient le rôle d'Owen Campos.
- Le groupe No Doubt interprètera Stand and Deliver durant cet épisode.
- Le titre original de l'épisode fait référence au film de 1983, Valley Girl.

### Épisode 25:S: contre Gossip Girl
- États-Unis : 18 mai 2009
- Québec : 30 mars 2010
- France : 26 juin 2010 sur TF1

- États-Unis : 2,23 millions de téléspectateurs[25] (première diffusion)